# Bradley Wiggins
Sir Bradley Marc Wiggins CBE (ur. 28 kwietnia 1980 w Gandawie) – brytyjski kolarz szosowy i torowy, były rekordzista świata z 2015 w jeździe godzinnej (54,526 km), wielokrotny medalista mistrzostw świata i igrzysk olimpijskich.

## Kariera
Jego ojciec Gary także był zawodowym kolarzem, a on sam urodził się w Belgii. Do 2008 roku Wiggins startował głównie na torze. Do tego czasu zdobył sześć medali olimpijskich, w tym brązowy w drużynowym wyścigu na dochodzenie na igrzyskach w Sydney (2000), srebrny w tej samej konkurencji, brązowy w madisonie i złoty w indywidualnym wyścigu na dochodzenie podczas igrzysk w Atenach (2004) oraz złote w indywidualnym i drużynowym wyścigu na dochodzenie na igrzyskach w Pekinie (2008). Ponadto zdobył dziesięć medali torowych mistrzostw świata, w tym sześć złotych: w indywidualnym wyścigu na dochodzenie na MŚ w Stuttgarcie (2003), indywidualnie i drużynowo na MŚ w Palma de Mallorca (2007) oraz indywidualnie, drużynowo oraz w madisonie podczas MŚ w Manchesterze (2008).
Od 2009 roku skoncentrował się na kolarstwie szosowym. Na zawodowstwo przeszedł już w 2002 roku, kiedy dołączył do drużyny Française des Jeux. Specjalizuje się w jeździe na czas, ale radzi sobie także na etapach górskich. W 2009 roku został mistrzem Wielkiej Brytanii w indywidualnej jeździe na czas, a na rozgrywanych dwa lata później mistrzostwach świata w Kopenhadze w tej samej konkurencji był drugi, ulegając jedynie Niemcowi Tony’emu Martinowi. W 2012 roku wziął udział w igrzyskach olimpijskich w Londynie, zwyciężając w swej koronnej konkurencji. Wystartował także w wyścigu ze startu wspólnego, ale zajął dopiero 103. pozycję. Ponadto w sezonie 2012 zajął drugie miejsce w klasyfikacji generalnej UCI World Tour, ulegając tylko Joaquimowi Rodríguezowi z Hiszpanii. Na mistrzostwach świata we Florencji w 2013 roku ponownie był drugi za Martinem w indywidualnej jeździe na czas. Wielokrotnie brał udział w Wielkich Tourach (Giro d’Italia, Tour de France, Vuelta a España), jak również w krótszych wyścigach etapowych. Jego największym sukcesem na szosie jest zwycięstwo w klasyfikacji generalnej Tour de France 2012.
29 grudnia 2012 r. w ramach uznania za zwycięstwo w Tour de France oraz zdobycie złotego medalu olimpijskiego został, jako pierwszy brytyjski kolarz, pasowany na rycerza przez królową Elżbietę II.
7 czerwca 2015 r. Wiggins na torze olimpijskim w Londynie ustanowił rekord świata w jeździe godzinnej z wynikiem 54 km i 526 m.
28 grudnia 2016 ogłosił zakończenie kariery sportowej.

## Najważniejsze osiągnięcia

### kolarstwo torowe
1998
- 1. miejsce w mistrzostwach świata juniorów (wyścig ind. na dochodzenie)

2000
- 2. miejsce w mistrzostwach świata (wyścig druż. na dochodzenie)
- 3. miejsce w igrzyskach olimpijskich (wyścig druż. na dochodzenie)

2001
- 2. miejsce w mistrzostwach świata (wyścig druż. na dochodzenie)

2002
- 3. miejsce w mistrzostwach świata (wyścig druż. na dochodzenie)

2003
- 1. miejsce w mistrzostwach świata (wyścig ind. na dochodzenie)
- 2. miejsce w mistrzostwach świata (wyścig druż. na dochodzenie)

2004
- 1. miejsce w igrzyskach olimpijskich (wyścig ind. na dochodzenie)
- 2. miejsce w igrzyskach olimpijskich (wyścig druż. na dochodzenie)
- 3. miejsce w igrzyskach olimpijskich (madison)

2007
- 1. miejsce w mistrzostwach świata (wyścig ind. na dochodzenie)
- 1. miejsce w mistrzostwach świata (wyścig druż. na dochodzenie)

2008
- 1. miejsce w igrzyskach olimpijskich (wyścig ind. na dochodzenie)
- 1. miejsce w igrzyskach olimpijskich (wyścig druż. na dochodzenie)
- 1. miejsce w mistrzostwach świata (wyścig ind. na dochodzenie)
- 1. miejsce w mistrzostwach świata (wyścig druż. na dochodzenie)
- 1. miejsce w mistrzostwach świata (madison)

2016
- 1. miejsce w mistrzostwach świata (madison)
- 2. miejsce w mistrzostwach świata (wyścig druż. na dochodzenie)

### kolarstwo szosowe
2001
- 1. miejsce w Flèche du Sud
- 1. miejsce na 3. etapie Tour off Rhodes (ITT)

2003
- 1. miejsce na 1. etapie Tour de l’Avenir (ITT)

2005
- 1. miejsce na 8. etapie Tour de l’Avenir (ITT)
- 7. miejsce w mistrzostwach świata (jazda ind. na czas)

2007
- 1. miejsce na 1. etapie Critérium du Dauphiné Libéré (ITT)

2009
- 1. miejsce w mistrzostwach Wielkiej Brytanii (jazda ind. na czas)
- 1. miejsce w Herald Sun Tour
- 1. miejsce na 5. etapie (ITT)
- 1. miejsce na 3b etapie Driedaagse van De Panne-Koksijde (ITT)
- 3. miejsce w Tour de France

2010
- 1. miejsce w mistrzostwach Wielkiej Brytanii (jazda ind. na czas)
- 1. miejsce na 1. etapie (ITT) Giro d’Italia
  - jeden etap w koszulce lidera wyścigu

2011
- 3. miejsce w Paryż-Nicea
- 1. miejsce w mistrzostwach Wielkiej Brytanii (start wspólny)
- 1. miejsce w Critérium du Dauphiné
- 1. miejsce na 4. etapie Bayern Rundfahrt (ITT)
- 2. miejsce w mistrzostwach świata (jazda ind. na czas)
- 3. miejsce w Vuelta a España
  - cztery etapy w koszulce lidera wyścigu

2012
- 3. miejsce w Volta ao Algarve
  - 1. miejsce na 5. etapie (ITT)
- 1. miejsce w Paryż-Nicea
  - 1. miejsce na 8. etapie (ITT)
  -  1. miejsce w klasyfikacji punktowej
- 1. miejsce w Tour de Romandie
  - 1. miejsce na 1. i 5. (ITT) etapie
- 1. miejsce w Critérium du Dauphiné
  - 1. miejsce na 4. etapie (ITT)
- 1. miejsce w Tour de France
  - 1. miejsce na 9.(ITT) i 19. (ITT) etapie
- 1. miejsce w igrzyskach olimpijskich (jazda indywidualna na czas)

2013
- 1. miejsce na 7. etapie Tour de Pologne (ITT)
- 5. miejsce w Volta a Catalunya
- 1. miejsce w Tour of Britain
  - 1. miejsce na 3. etapie (ITT)
- 2. miejsce w mistrzostwach świata (jazda ind. na czas)

2014
- 1. miejsce w Tour of California
  - 1. miejsce na 2. (ITT) etapie
- 1. miejsce w mistrzostwach Wielkiej Brytanii (jazda ind. na czas)
- 3. miejsce w Tour of Britain
  - 1. miejsce na 8. etapie (ITT)
- 1. miejsce w mistrzostwach świata (jazda ind. na czas)

2015
- 3. miejsce w Classic Brugge-De Panne
  - 1. miejsce na 3b. (ITT) etapie
- rekord świata w jeździe godzinnej – 54,526 km[1]

### Starty w Wielkich Tourach
| Grand Tour      | 2005 | 2006 | 2007 | 2008 | 2009 | 2010 | 2011 | 2012 | 2013 | 2014 | 2015 |
| --------------- | ---- | ---- | ---- | ---- | ---- | ---- | ---- | ---- | ---- | ---- | ---- |
| Giro d’Italia   | 123. | –    | –    | 134. | 69.  | 40.  | –    | –    | DNF  | –    | –    |
| Tour de France  | –    | 121. | DNF  | –    | 3.   | 23.  | DNF  | 1.   | –    | –    | –    |
| Vuelta a España | –    | –    | –    | –    | –    | –    | 3.   | –    | –    | –    | –    |